# Валинское Устье
 Валинское Устье  — деревня в Кильмезском районе Кировской области в составе Зимнякского сельского поселения.

## География
Расположена на расстоянии примерно 26 км по прямой на восток-северо-восток от райцентра поселка Кильмезь на левом берегу реки Кильмезь.

## История
Известна с 1873 года как починок с 15 дворами и 145 жителями, в 1905 здесь (уже деревня) дворов 35 и жителей 266, в 1926 72 и 383. В 1950 учитывались отдельно две деревни Верхнее и Нижнее Валинское Устье (дворов 25 и хозяйств 96 для первой, 60 и 233 соответственно для второй). В 1989 в единой снова деревне проживало 25 человек.

## Население
Постоянное население составляло 21 человека (русские 100%) в 2002 году, 1 в 2010.